# Nils Dörgeloh

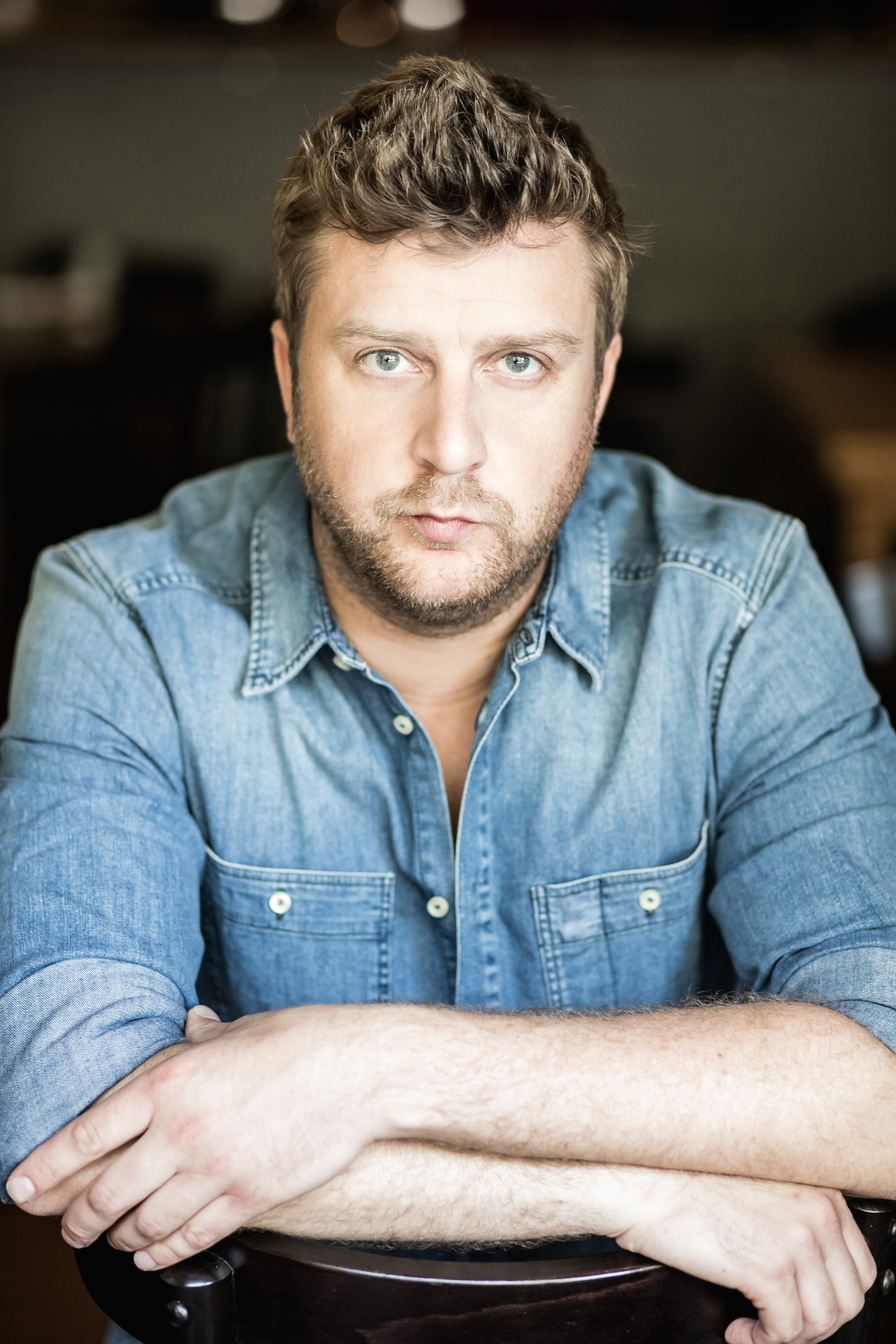
Nils Dörgeloh (2016)

Nils Dörgeloh (* 25. Dezember 1979 in Delmenhorst) ist ein deutscher Schauspieler.

## Leben
Nils Dörgeloh besuchte von 2010 bis 2012 die Schule für Schauspiel Hamburg und das William Esper Studio in New York City. Er absolvierte eine klassische Schauspielausbildung am Michael Tschechow Studio Berlin und nahm nebenbei Schauspielunterricht in Los Angeles.
Seit 2012 wirkte Dörgeloh in diversen Kino-, TV- und Theaterproduktionen mit. Seinen ersten Leinwandauftritt hatte er 2013 in der Filmkomödie Coming In von Regisseur Marco Kreuzpaintner. Ebenso trat er im Film Becks letzter Sommer auf, der 2015 in die deutschen Kinos kam.
2017 war Dörgeloh als Jacob in der Comedy-Serie Jerks. neben Christian Ulmen und Fahri Yardım zu sehen, in der er in der ersten Staffel eine durchgehende Rolle übernahm. Für seine Darstellung gewann er den Quotenmeter-Fernsehpreis als bester Nebendarsteller. Die Serie ist seit Januar 2017 auf maxdome zu sehen und wurde im Februar 2017 auf ProSieben ausgestrahlt.
Im Tatort – Dunkle Zeit (Regie: Niki Stein) spielte er eine Episodenrolle. In seiner zweiten Tatort-Folge, dem Bremen-Krimi Im toten Winkel übernahm er eine Episodenhauptrolle. Der Film wurde im März 2018 ausgestrahlt. Außerdem war Nils Dörgeloh 2018 in den ARD-Komödien Opa wird Papa und Ihr seid natürlich eingeladen sowie in der RTL-Comedy-Serie Jenny – echt gerecht zu sehen.
2018 stand Nils Dörgeloh für die neue VOX-Serie Milk & Honey in einer Hauptrolle vor der Kamera. In der Serie spielt Dörgeloh einen von vier Freunden, die einen männlichen Escort-Service gründen. Die Ausstrahlung fand im November 2018 statt. Anfang 2019 war er in der SWR-Serie Labaule & Erben an der Seite von Uwe Ochsenknecht in einer durchgehenden Rolle zu sehen. 2021 war Dörgeloh in Daniel Brühls Regiedebüt Nebenan im Wettbewerb der 71. Internationalen Filmfestspiele Berlin zu sehen.

## Filmografie (Auswahl)
- 2013: Coming In (Kino)
- 2014: SOKO Wismar – Tödliche Nebenwirkungen
- 2014: 600 PS für zwei (Fernsehfilm)
- 2015: Kommissar Marthaler – Ein allzu schönes Mädchen (Fernsehfilm)
- 2015: Becks letzter Sommer (Kino)
- 2015: Große Fische, kleine Fische (Fernsehfilm)
- 2017–2019: Jerks. (Fernsehserie)
- 2017: Tatort: Dunkle Zeit (Fernsehreihe)
- 2018: Die Kanzlei – Absturz
- 2018: Familie Dr. Kleist – Freunde oder mehr
- 2018: Tatort: Im toten Winkel (Fernsehreihe)
- 2018: Opa wird Papa (Fernsehfilm)
- 2018: SOKO Hamburg – Junggesellenabschied
- 2018: Jenny – echt gerecht – Fahrerflucht
- 2018: Ihr seid natürlich eingeladen (Fernsehfilm)
- 2018: Der Mordanschlag (Fernsehzweiteiler)
- 2018: Milk & Honey (Fernsehserie, 10 Folgen)
- 2018: Labaule & Erben (Miniserie, 6 Folgen)
- 2019: Notruf Hafenkante – Entführt
- 2019: Camping mit Herz (Fernsehfilm)
- 2020: Die Känguru-Chroniken (Kino)
- 2021: Magda macht das schon! – Lüg für mich
- 2021: Tina mobil (Miniserie)
- 2021: Nebenan (Kino)

## Theater (Auswahl)
- 2015: Benefiz – Jeder rettet einen Afrikaner von Ingrid Lausund, Regie: Justus Carrière, Brotfabrik Berlin

## Auszeichnungen
- 2017: Quotenmeter Fernsehpreis, Bester Nebendarsteller in einer Serie oder Reihe für seine Rolle in Jerks.